# Alexei Gennadjewitsch Smertin
Alexei Gennadjewitsch Smertin (russisch Алексей Геннадьевич Смертин; * 1. Mai 1975 in Barnaul) ist ein ehemaliger russischer Fußballspieler und aktiver Politiker.

## Karriere
Der defensive Mittelfeldspieler begann seine Karriere bei seinem Heimatklub Dynamo Barnaul, wo er 1992 in die erste Mannschaft geholt wurde. 1994 wechselte er zu Zaria Leninsk-Kusnetskij. 1997 ging es weiter zu Uralan Elista. Von 1999 bis 2000 spielte Smertin dann bei seinem ersten Topklub Lokomotive Moskau. Sein erster Verein als Legionär war in Frankreich bei Girondins Bordeaux. 2003 ging der Russe das erste Mal auf die britische Insel zum FC Portsmouth, ehe er ein Jahr später zum FC Chelsea wechselte. Anfang der Saison 2005/06 spielte Smertin bei Charlton Athletic. Zur Saison 2006/07 zog es ihn zurück in seine Heimat zu Dynamo Moskau, vor der Saison 2007/08 wechselte er wieder zurück in die Premier League zum FC Fulham.
Nachdem sein Vertrag 2008 aufgelöst worden war, startete Smertin eine neue Karriere in der russischen Politik. Seit März 2009 hat er einen Sitz im Parlament der Region Altai inne.

## Erfolge
- 1 Mal russischer Pokalsieger mit Lokomotiv Moskau 2000
- 1 Mal französischer Pokalsieger mit Girondins Bordeaux 2002
- 1 Mal englischer Meister mit FC Chelsea 2005
- 1 Mal englischer League-Cup-Sieger mit FC Chelsea 2005
- Teilnahme an der Fußball-WM 2002 in Japan und Südkorea (2 Einsätze/1 Gelbe Karte)
- Teilnahme an der Fußball-EM 2004 in Portugal (2 Einsätze/2 Gelbe Karten)